# إنجليزية هونغ كونغ
 
إنجليزية هونغ كونغ (بالإنجليزية: Hong Kong English) هي إحدى التنوعات الجغرافية للغة الإنجليزية في هونغ كونغ. يمكن اعتبار هذا التنوع لغة تواصل مشترك أو تنوع ناشئ مستقل، يرجع نموه في المقام الأول إلى تاريخ المستعمرات البريطاني في إقليم هونغ كونغ وتأثّر المتحدثين باللغة الصينية الكانتونية عند استخدام الإنجليزية.

## خلفية عامة
اللغة الإنجليزية هي إحدى اللغات الرسمية في هونغ كونغ، وتستخدم على نطاق واسع في الدوائر الحكومية والأكاديمية والأعمال والمحاكم. تصدر جميع اللافتات الرسمية ولافتات الطرق باللغتين الإنجليزية والكانتونية. وفي الماضي كان يُعتبر أولئك الذين يتحدثون الإنجليزية أو أتموا تعليمهم بها من فئة النخبة والطبقة العليا.
لا يزال اعتبار إنجليزية هونغ كونغ تنوعًا مستقلًا موضع نقاش بين المختصين، فمنهم من يسوق أدلة تؤيد ذلك من لكنة شائعة ومفرادات مميّزة وتاريخ لغوي خاص وأدب مكتوب ومراجع لغوية، والبعض الآخر يرفض وجود تنوع مستقل خاص مؤكدًا أن أغلب الأبحاث الحديثة تناقش الخواص الصواتية في هونغ كونغ من حيث انحرافها عن تنوعات راسخة مثل الإنجليزية البريطانية والأمريكية.

## الخواص النطقية
نتيجة للإرث الاستعماري فدائمًا ما يُفترض أن نطق اللغة الإنجليزية في هونغ كونغ يستند في الأصل إلى الإنجليزية البريطانية، إلا أنه في الوقت الحاضر ظهرت سمات جديدة للنطق مشتقة من الإنجليزية الأمريكية. وعلاوة على ذلك فإن هناك بعض التطورات المبتكرة التي تنفرد بها إنجليزية هونج كونج مثل الانفلاق الصوتي لفونيم /v/ إلى فاء [f] وواو [w]. ومن الخواص الأكثر بروزًا:
- نطق الذال /ð/ دالًا [d] كما في كلمة this. [3] [6]
- التناوب بين اللام [l] والنون [n] في بداية كلمات مثل light وnight وloud وnumber.
- إضافة صوت ياء طويل للكلمات التي تنتهي بالسين، فيُنطق مثلًا اسم Joyce كما لو كان Joysee.
- هناك ميل لتبسيط عناقيد الصوامت النهائية، ومنها حذف الصامت الانفجاري (التاء أو الكاف أو الباء) في نهاية كلمات مثل think وcamp.[7]
- شيوع ظاهرة تحريك اللام، أي تحويلها لصائت (حرف علة) فتُنطق مثلًا كلمات مثل fill وtell بواو نهائية بدلًا من اللام.
- اندماج الصوائت الطويلة والقصيرة عمومًا، لا سيما الياء، فنجد كلًا من heat وhit تُنطقان بنفس الشكل [hit].
- غالبًا ما تختفي ظاهرة اختزال الصوائت في الكلمات الوظيفية (مثل to وand) والصوائت الأوليّة غير المنبورة في كلمات مثل accept وpatrol.
- بعض الاختلافات في نبر الكلمات متعددة المقاطع، مثال: نبر المقطع الأخير في كلمة latte.

## الهجاء والاستخدام اللفظي الأمريكي أو البريطاني
- يشيع استخدام كل من التهجئة البريطانية والأمريكية في هونغ كونغ، بالرغم من أن الإنجليزية البريطانية هي السائدة في الدوائر الرسمية، ولا تزال الشكل المعتمَد رسميًا في التعليم.
- عند الإشارة إلى شيء يقابله مفردتان أمريكية وبريطانية فإن الأشيع استخدام المفردة البريطانية، على سبيل المثال: rubbish bin بدلًا من trash can للإشارة إلى سلة المهملات، وكلمة lift بدلًا عن elevator للإشارة إلى المصعد،[8] وكذلك mobile phone بدلًا من cell phone للهاتف الخلوي المحمول، إلى غير ذلك.

## مفردات وتعبيرات خاصة بهونغ كونغ
تُعتبر بعض الكلمات والعبارات المفهومة على نطاق واسع في هونغ كونغ نادرة أو غير معروفة في أي مكان آخر، وغالبًا ما تكون مشتقة من اللغة الصينية أو الأنجلو-هندية أو الماكانية (البرتغالية الهجينة)، ومنها:
- chop تعني خَتم، كالختم الرسمي لشركة (أصله من اللغة الإنجليزية في المستعمرات الهندية).
- shroff هو أمين الصندوق (الكاشير) في مستشفى أو مكتب حكومي أو مرآب للسيارات.
- Godown تعني مستودع، وأصلها كلمة "gudang" من اللغة الماليزية.[9]
- تُستخدم Jesto (من الصينية) أحيانًا للإشارة إلى الخَصم أو العرض الخاص.[10]